# WASP-12
WASP-12 é uma estrela anã amarela localizada a 800 anos-luz de distância na constelação de Auriga. A estrela tem uma massa e raio similares ao Sol. O seu planeta, WASP-12b, possui uma órbita retrógrada ao redor de WASP-12.

## Sistema planetário
Em 2008 o planeta extrassolar WASP-12b foi descoberto orbitando WASP-12 pelo método do trânsito. A alta relação carbono-oxigênio descoberta em WASP-12b indica a possibilidade dele ser um planeta de carbono.
| Planeta | Massa   | Semieixo maior (UA) | Período orbital (dias) | Excentricidade |
| ------- | ------- | ------------------- | ---------------------- | -------------- |
| b       | 1.41 MJ | 0.0229              | 1.091423               | 0.049          |